# كهف كل شيء على ما يرام العلوي
كهف كل شيء على ما يرام العلوي (بالإنجليزية: Upper All's Well Cave)‏ هو كهف يقع ضمن أقاليم ما وراء البحار البريطانية في منطقة جبل طارق التابعة للتاج البريطاني.